# Polygonia mureisana
Polygonia mureisana är en fjärilsart som beskrevs av Matsumura 1939. Polygonia mureisana ingår i släktet Polygonia och familjen praktfjärilar. Inga underarter finns listade i Catalogue of Life.